# Pardosa dabiensis
Pardosa dabiensis är en spindelart som beskrevs av Jian-yuan Chai och Yang 1998. Pardosa dabiensis ingår i släktet Pardosa och familjen vargspindlar. Inga underarter finns listade i Catalogue of Life.